# Razvojna banka Vojvodine Novi Sad
Razvojna banka Vojvodine Novi Sad (code BELEX : MTBN) est une banque serbe qui a son siège social à Novi Sad, dans la province de Voïvodine.
La banque travaillait autrefois sous le nom de Metals banka Novi Sad. Razvojna banka Vojvodine signifie « Banque de développement de Voïvodine ».

## Histoire

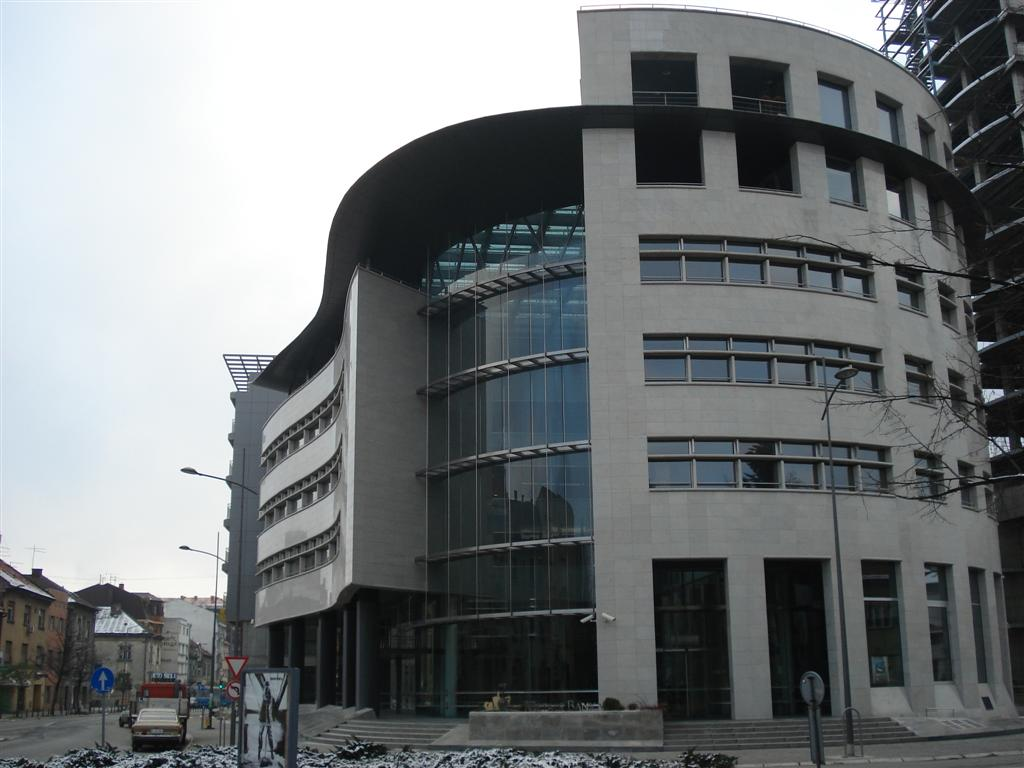
Le siège de la Razvojna banka Vojvodine

En 2001, Razvojna banka Vojvodine Novi Sad, sous le nom de Metals banka Novi Sad, a renforcé sa présence sur le marché, en devenant majoritaire dans le capital des banques DTD banka et DDOR banka, qui ont par la suite fusionné avec Metals banka.
La banque entretient un partenariat stratégique avec la compagnie d'assurance DDOR Novi Sad.
Razvojna banka Vojvodine Novi Sad, sous le nom de « Metals banka Novi Sad », a été admise au libre marché de la Bourse de Belgrade le 12 décembre 2006.
En juillet 2009, le gouvernement de la province autonome de Voïvodine est devenu majoritaire dans le capital de la Metals banka et, à la suite d'une décision de l'assemblée des actionnaires du 17 mai 2010, la banque a pris le nom de Razvojna banka Vojvodine.
Le 6 avril 2013, la Banque nationale de Serbie a retiré à la Razvojna banka Vojvodine sa licence d'exploitation et une procédure de mise en faillite a été engagée le 8 avril,. Le 9 avril, la banque a été exclue du marché ouvert de la Bourse de Belgrade.

## Activités
Razvojna banka Vojvodine propose des opérations diverses, comme les comptes courants, dépôts, les virements, les prêts, le change, le transfert d'argent, ainsi que d'autres services comme la banque électronique ou les cartes de crédit,. Elle propose également des services de courtage.

## Données boursières
Le 8 avril 2013, lors de sa dernière cotation, l'action de Razvojna banka Vojvodine Novi Sad valait 195 RSD (1,70 EUR). Elle a connu son cours le plus élevé, soit 68 979 RSD (602,09 EUR), le 4 avril 2007 et son cours le plus bas, soit 160 RSD (1,39 EUR), le 4 avril 2013.